# Mecas femoralis
Mecas femoralis là một loài bọ cánh cứng trong họ Cerambycidae.